# Saša Ilić (labdarúgó, 1972)
Saša Ilić (Szerb cirill: Саша Илић; Melbourne, 1972. július 18. –) szerb labdarúgó.

## Pályafutása
Pályafutása kezdetén szerepelt a Grafičar Beograd, a Radnički Beograd és a St Leonards Stamcroft csapatában. Az áttörést az hozta meg, amikor az angol másodosztályban szereplő Charlton Athletic leigazolta. Az 1997–1998-as szezonban a Division 1 (angol másodosztály) rájátszásának döntőjében a büntetőpárbaj során kivédte Michael Gray tizenegyesét, így a Charlton 7–6-ra nyerte meg a tizenegyespárbajt, s jutott fel az élvonalba. Az 1998–1999-es idényben is alapembernek számított, ám csapata kiesett. Egy év szünet után az 1999–2000-es bajnokság végén ismét feljutott csapatával, ezúttal egyenes ágon a pontvadászatot megnyerve.
Ezen időszaka alatt meghívót kapott a jugoszláv labdarúgó-válogatottba is, 1998 és 2001 között két mérkőzésen játszott a nemzeti csapatban.
2000-ben egy találkozó erejéig kölcsönben szerepelt a West Ham Unitedben, majd 2001 és 2002 között a Portsmouthban védett. 2002-ben nem csak csapatot, hanem országot is váltott, a magyar bajnoki címvédő Zalaegerszegi TE kapusa lett. A bajnokságban négy mérkőzésen játszott, valamint szerepelt az NK Zagreb és a Manchester United elleni UEFA-bajnokok ligája-selejtező mérkőzéseken is.
2003-ban visszatért angliába, a Barnsley csapatába igazolt. Egy év elteltével a Blackpoolba távozott, majd a skót Aberdeen labdarúgója lett. Pályafutását a Leeds Unitedben fejezte be.

## Sikerei, díjai

### Klubcsapattal
- Charlton Athletic:
  - Angol másodosztály bajnoka: 2000
  - Angol másodosztály rájátszásának győztese: 1998

## Mérkőzései a jugoszláv válogatottban
| #  | Dátum              | Ellenfél    | Eredmény | Kiírás              | Esemény |
| -- | ------------------ | ----------- | -------- | ------------------- | ------- |
| 1. | 1998. december 23. | Izrael      | 0 – 2    | barátságos mérkőzés | 84'     |
| 2. | 2001. április 25.  | Oroszország | 0 – 1    | Vb-selejtező        |         |

## Külső hivatkozások
- Saša Ilić adatlapja a FIFA.com-on Archiválva 2013. június 29-i dátummal az Archive.is-en (angolul)
- Profil a footballdatabase.eu-n (angolul)
- Saša Ilić pályafutásának statisztikái a Soccerbase oldalon (angolul)

```
(angolul)
```

- Saša Ilić adatlapja a national-football-teams.com-on[halott link] (angolul)